# Liste der Biografien/Sanz
Liste der Biografien |
Portal Biografien |
Personensuche
# |
A |
B |
C |
D |
E |
F |
G |
H |
I |
J |
K |
L |
M |
N |
O |
P |
Q |
R |
S |
T |
U |
V |
W |
X |
Y |
Z |
?
 
Sa |
Sb |
Sc |
Sd |
Se |
Sf |
Sg |
Sh |
Si |
Sj |
Sk |
Sl |
Sm |
Sn |
So |
Sp |
Sq |
Sr |
Ss |
St |
Su |
Sv |
Sw |
Sy |
Sz
 
Saa |
Sab |
Sac |
Sad |
Sae |
Saf |
Sag |
Sah |
Sai |
Saj |
Sak |
Sal |
Sam |
San |
Sao |
Sap |
Saq |
Sar |
Sas |
Sat |
Sau |
Sav |
Saw |
Sax |
Say |
Saz
 
Sana |
Sanb |
Sanc |
Sand |
Sane |
Sanf |
Sang |
Sanh |
Sani |
Sanj |
Sank |
Sanl |
Sanm |
Sann |
Sano |
Sanp |
Sanq |
Sanr |
Sans |
Sant |
Sanu |
Sanv |
Sanw |
Sany |
Sanz
Die Liste der Biografien führt alle Personen auf, die in der deutschsprachigen Wikipedia einen Artikel haben. Dieses ist eine Teilliste mit 35 Einträgen von Personen, deren Namen mit den Buchstaben „Sanz“ beginnt.

## Sanz
- Sanz Briz, Ángel (1910–1980), spanischer Diplomat
- Sanz de Nicolás, Darío (* 2003), spanischer Handballspieler
- Sanz Esparza, Florencio (1890–1987), spanischer Ordensgeistlicher und römisch-katholischer Bischof von Cuttack
- Sanz Montes, Jesús (* 1955), spanischer Geistlicher, römisch-katholischer Erzbischof von Oviedo
- Sanz Villalba, Sotero (1919–1978), spanischer Geistlicher, römisch-katholischer Erzbischof und Diplomat des Heiligen Stuhls
- Sanz y Forés, Benito (1828–1895), spanischer Kardinal und Bischof
- Sanz, Albert (* 1978), spanischer Jazzmusiker (Piano, Komposition)
- Sanz, Alejandro (* 1968), spanischer PopmusikerAlejandro Sanz (* 1968)

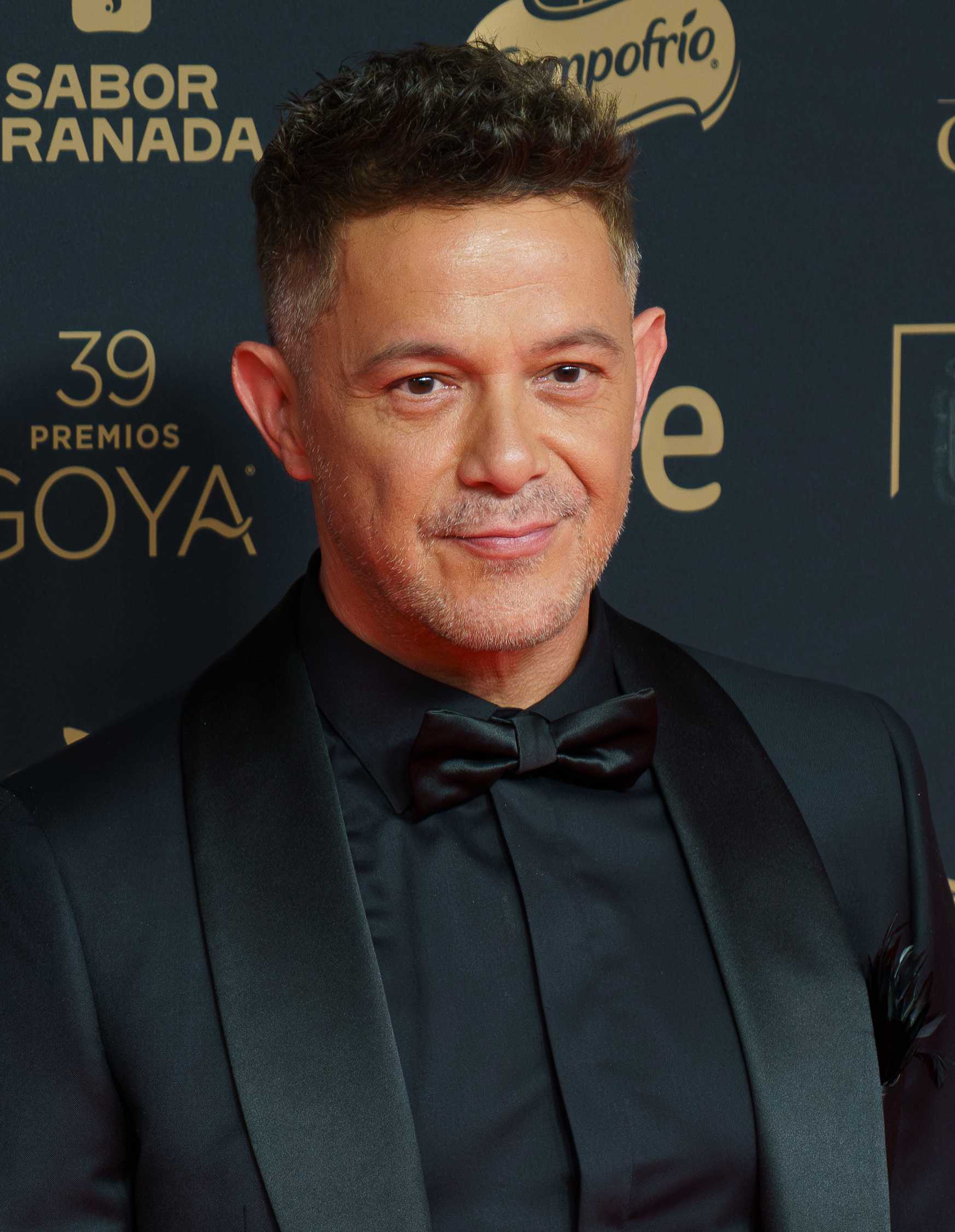
Alejandro Sanz (* 1968)

- Sanz, Alicia (* 1988), spanische Schauspielerin
- Sanz, Álvaro (* 2001), spanischer Fußballspieler
- Sanz, Dominic (* 1991), deutscher Popsänger
- Sanz, Elena (1849–1898), spanische Opernsängerin
- Sanz, Enrique (* 1989), spanischer Radrennfahrer
- Sanz, Ernesto (* 1956), argentinischer Politiker
- Sanz, Esther (* 1974), spanische Badmintonspielerin
- Sanz, Fernand (1881–1925), französischer Bahnradsportler
- Sanz, Fernando (* 1974), spanischer Fußballspieler & Vorsitzender des FC Málaga
- Sanz, Gaspar, spanischer Komponist und Gitarrist des Barock
- Sanz, Horatio (* 1969), US-amerikanischer Schauspieler und Comedian chilenischer HerkunftHoratio Sanz (* 1969)

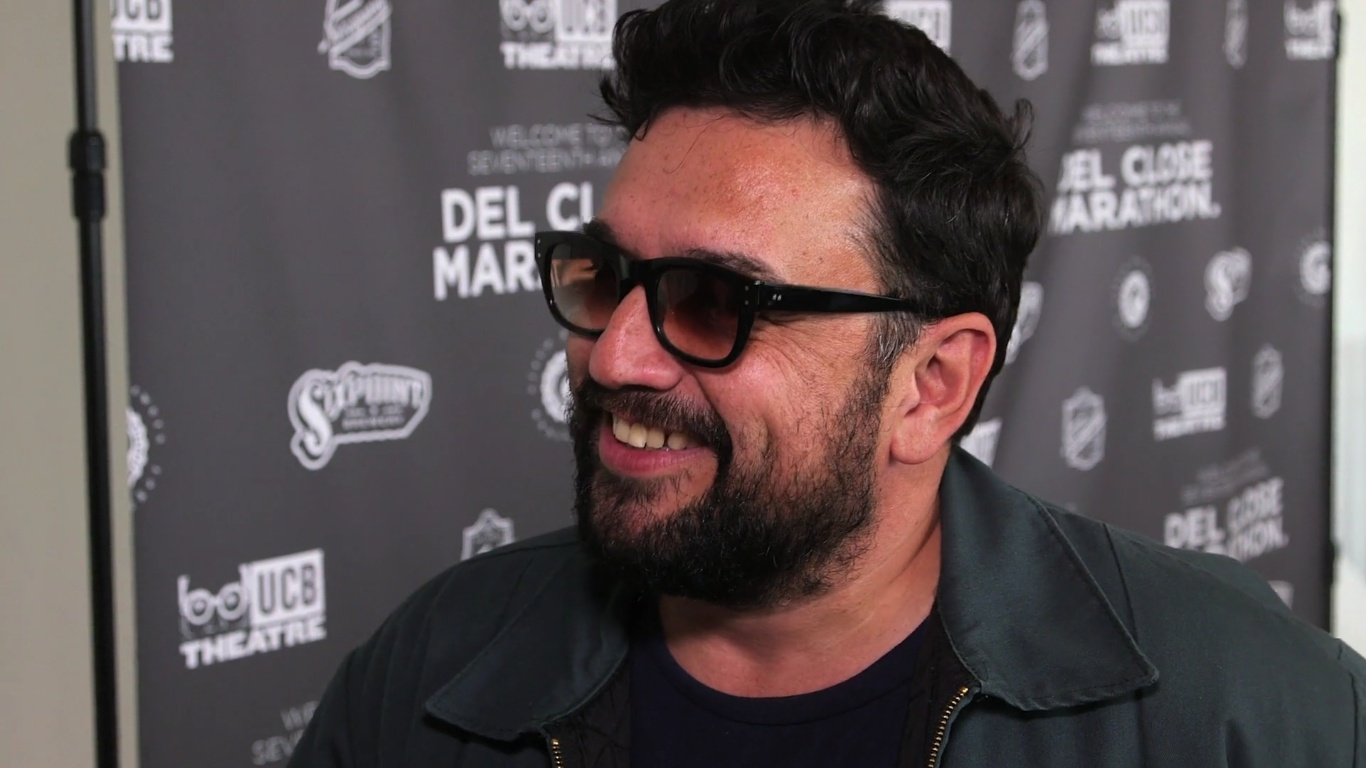
Horatio Sanz (* 1969)

- Sanz, Jorge (* 1969), spanischer Schauspieler
- Sanz, Jorge (* 1993), spanischer Basketballspieler
- Sanz, José Luis (* 1948), spanischer Paläontologe
- Sanz, Laia (* 1985), spanische Motorradrennfahrerin
- Sanz, Lorenzo (1943–2020), spanischer Geschäftsmann und Fußballfunktionär
- Sanz, Marta (* 1967), spanische Schriftstellerin
- Sanz, Victor (* 1973), US-amerikanischer Country-Musiker
- Sanz-Solé, Marta (* 1952), spanische Mathematikerin

### Sanza
- Sanzara, Rahel (1894–1936), deutsche Schriftstellerin

### Sanze
- Sänze, Emil (* 1950), deutscher Politiker (AfD), MdL
- Sanzey, Dominicus de, deutscher Mediziner und Mitglied der Leopoldina

### Sanzi
- Sanzillo, Thomas (* 1955), US-amerikanischer Investmentbanker, Finanzberater und Politiker
- Sanzin, Rudolf (1874–1922), österreichischer Ingenieur und Lokomotiv-Konstrukteur

### Sanzo
- Sanzo, Salvatore (* 1975), italienischer Florettfechter und Olympiasieger
- Sanzogno, Nino (1911–1983), italienischer Komponist und Dirigent
- Sanzol, Alfredo (* 1972), spanischer Regisseur und Bühnenautor